# Binnenschifffahrtsstraßen-Ordnung
Die Binnenschifffahrtsstraßen-Ordnung (BinSchStrO) ist Teil des deutschen Schifffahrtsrechts und wird grundsätzlich als Anlage der Verordnung zur Einführung der Binnenschifffahrtsstraßen-Ordnung (BinSchStrEV) herausgegeben.
Sie gilt auf den in ihr aufgezählten Wasserstraßen für die Binnenschifffahrt (Binnenschifffahrtsstraße). Auf Rhein, Mosel, Donau und Bodensee gelten eigene Schifffahrtsordnungen (z. B. die Bodensee-Schifffahrts-Ordnung). Auf mündungsnahen Teilen der Elbe (Unterelbe), der Weser und der Ems und teilweise auf Nebenflüssen dieser Flüsse sowie auf dem Nord-Ostsee-Kanal gilt die Seeschifffahrtsstraßen-Ordnung.
Die BinSchStrO gilt für alle darauf betriebenen Fahrzeuge. Sportboote bis 20 m Länge (Kleinfahrzeuge) haben Fahrzeugen der Berufsschifffahrt in der Regel auszuweichen.
Im ersten Teil der BinSchStrO werden u. a. Fahrregeln, Ausrüstungspflichten sowie Tag- und Nachtzeichen der Fahrzeuge und der Wasserstraßen festgelegt. Der zweite Teil enthält für 18 regionale Bereiche Sondervorschriften, die z. B. die Maße der Fahrzeuge und ihren Tiefgang spezifisch begrenzen oder Höchstgeschwindigkeiten festlegen. Der dritte Teil der Binnenschifffahrtsstraßen-Ordnung enthält Vorschriften zum Gewässerschutz und zur Abfallbeseitigung.
Die BinSchStrO hat große Übereinstimmungen mit der Europäischen Binnenschifffahrtsstraßen-Ordnung (CEVNI).

## Gliederung der Binnenschifffahrtsstraßen-Ordnung
Erster Teil
(Zahlen repräsentieren die Kapitel, die dann in der Verordnung noch weiter untergliedert werden)
- 1 – Allgemeine Bestimmungen
- 2 – Kennzeichnen und Tiefgangsanzeiger der Fahrzeuge; Schiffseichung
- 3 – Bezeichnung der Fahrzeuge
- 4 – Schallzeichen der Fahrzeuge; Sprechfunk; Informations- und Navigationsgeräte
- 5 – Schifffahrtszeichen und Bezeichnung der Wasserstraße, siehe Bildtafel der Binnenschifffahrtszeichen in Deutschland
- 6 – Fahrregeln
- 7 – Regeln für das Stillliegen, das Ankern und das Festmachen
- 8 – Zusatzbestimmungen
- 9 – Fahrgastschifffahrt

Zweiter Teil – Zusätzliche Bestimmungen für einzelne Binnenschifffahrtsstraßen
- 10 – Neckar
- 11 – Main
- 12 – Main-Donau-Kanal
- 13 – Lahn
- 14 – Schifffahrtsweg Rhein-Kleve
- 15 – Norddeutsche Kanäle
- 16 – Wesergebiet
- 17 – Elbe
- 18 – Ilmenau
- 19 – Elbe-Lübeck-Kanal und Kanaltrave
- 20 – Saar
- 21 – Spree-Oder-Wasserstraße, Berliner und Brandenburger Wasserstraßen
- 22 – Untere Havel-Wasserstraße und Havelkanal
- 23 – Havel-Oder-Wasserstraße
- 24 – Obere Havel-Wasserstraße, Müritz-Havel-Wasserstraße und Müritz-Elde-Wasserstraße
- 25 – Saale und Saale-Leipzig-Kanal
- 26 – Grenzgewässer Oder, Westoder und Lausitzer Neiße
- 27 – Peene
- 28 – Donau

Dritter Teil – Umweltbestimmungen
- 29 – Gewässerschutz und Abfallbeseitigung auf Fahrzeugen

Anlagen
- Anlage 1: Unterscheidungsbuchstabe oder -buchstabengruppe des Staates, in dem der Heimat- oder Registerort des Fahrzeugs liegt (Nationalitätenkennzeichen)
- Anlage 3: Bezeichnung der Fahrzeuge
- Anlage 6: Schallzeichen
- Anlage 7: Schifffahrtszeichen, siehe Bildtafel der Schifffahrtszeichen in Deutschland
- Anlage 8: Bezeichnung der Wasserstraße
- Anlage 9: Daten, die in das Inland AIS Gerät einzugeben sind: Erläuterungen des „Navigationsstatus“ und des „Bezugspunktes der Positionsinformation auf dem Fahrzeug“
- Anlage 10: Liste der berauschenden Mittel und Substanzen
- Anlagen 2, 4, 5 und 11: ohne Inhalt. Dazu heißt es in der Verordnung: "An mehreren Stellen dieser Verordnung findet sich der Vermerk „ohne Inhalt“ oder „keine besonderen Vorschriften“, da die Nummerierung der Paragrafen und Anlagen im Hinblick auf die europäische Vereinheitlichung der Schifffahrtspolizeiverordnungen einer Entschließung der Wirtschaftskommission der Vereinten Nationen für Europa (Arbeitsgruppe Binnenschifffahrt Entschließung Nummer 24 vom 15. November 1985 in der vierten revidierten Fassung) folgt bzw. die Sonderkapitel eine einheitliche Gliederungsstruktur enthalten sollen."